# Calliergis ramosa
Calliergis ramosa är en fjärilsart som beskrevs av Eugen Johann Christoph Esper 1787. Calliergis ramosa ingår i släktet Calliergis och familjen nattflyn. Inga underarter finns listade i Catalogue of Life.